# Јошвафе
Јошвафе (мађ. Jósvafő) је историјски град у северној Мађарској, у жупанији Боршод-Абауј-Земплен (Borsod-Abaúj-Zemplén), налази се на ушћу потока Јошва, Кече и Тохоња. Подручје, сада означено као Национални парк Агтелек, обилује природним изворима и пећинама. „Старо село“ насеља је 1999. године проглашено знаменитим локалитетом. Језеро Тенгерсем је изграђено 1930-их за напајање млинова и производњу енергије из система у пећини Барадла.

## Локација
Налази се око 65 километара северно од Мишколца путем, у северним централним планинама, у централном делу Агтелек краса, у области Националног парка Агтелек, у изворишту реке Јошве. Налази се на само неколико километара од словачке границе, али административна територија села нема гранични део на овом делу Агтелечког краса делом припада Агтелеку, а делом Сеглигету.
Главна улица насеља је пут 2603, који се протеже целом дужином брда Боршоди и Агтелек краса, који се одваја од потоњег, близу километра 34.200, води ка западу до улаза у пећински систем Барадла–Домица и до седишта Националног парка А, само неколико стотина метара. Најближа насеља су Агтелек са запада, а Сзинпетри и Торнакаполна са истока.
Железничка линија није доступна. Назив железничке станице Јошвафо-Агтелек на железничкој линији Мишколц–Торнанадаска је погрешан, она се заправо налази у административном подручју насеља Перкупа, око 12 километара од Јошвафе.

## Историја
Име села се први пут појављује у сведочанству из 1272. године, али детаљнијег записа нема до 1399. године. Ово је било основно насеље подигнуто око камене цркве. Данас је опстао староградски део насеља, смештен у некадашњој централној воденици. Много млинова је изграђено поред потока што је довело до развоја велике индустрије у селу. Клајнови су 1840. године изградили Горњи млин у долини Торефеј. 1917. године изграђена је прикључна мала електрана која је снабдевала становнике струјом. Тенгерсем језеро је створено 1930-их када је додата и нова турбина.
Пре Тријанонског споразума, округ Абауј-Торна је био део округа Торнаи.

## Становништво
На попису из 2001. године сви становници насеља су се изјаснили као Мађари. 2003. године имала је 374 становника.
Током пописа из 2011. 90,1% становника се изјаснило као Мађари, 0,4% као Роми, а 0,4% као Немци (9,5% се није изјаснило; због двојног идентитета укупан број може бити већи од 100%). Верска дистрибуција је била следећа: римокатолици 11,5%, реформисани 65%, гркокатолици 0,4%, лутерани 0,8%, неденоминациони 4,1% (18,1% није одговорило).
2022. године 96% становништва се изјаснило као Мађари, 0,9% као Немци, 0,4% као Роми и 0,9% као друге, недомаћинске националности (4% се није изјаснило; због двојног идентитета, укупан број може бити већи од 100%). Према њиховој религији, 8,5% су били римокатолици, 62,8% калвинисти, 2,2% гркокатолици, 1,3% остали хришћани, 1,8% неконфесионални (23,3% није одговорило).